# Andrés Pastrana Arango
Pour les articles homonymes, voir Arango.
Andrés Pastrana Arango est un journaliste et homme d'État colombien, né à Bogota le 17 août 1954, président de la République de 1998 à 2002.
Il est le fils de l’ancien président Misael Pastrana Borrero, qui dirige aussi ce pays de 1970 à 1974. Il est marié avec Nohra Puyana de Pastrana.

## Biographie
Il nait en 1954 dans une famille de la grande bourgeoisie colombienne. Son père, Misael Pastrana, est président de la République entre 1970 et 1974, tandis que sa mère est la fille d'un ministre et candidat à l’élection présidentielle en 1942. En 1977, il est diplômé en droit à l’université du Rosaire de Bogota et fait des études de droit international à l’université Harvard.
Décrit comme mauvais élève durant sa scolarité, il obtient grâce à son père, propriétaire d'une chaine de télévision, d'en présenter le journal. Il acquiert de cette façon une notoriété. Alors candidat briguant le poste de maire de Bogotá, il est enlevé le 16 janvier 1988 par le narco-trafiquant Pablo Escobar afin de s'opposer à la politique d'extradition vers les États-Unis. Il est retrouvé sain et sauf le 23 janvier suivant.

### Présidence
Candidat conservateur, il est élu président en 1998. Il est durant son mandat le président le plus impopulaire de l’histoire de la Colombie avec plus de 85 % d’opinions défavorables. Il reste encore aujourd’hui peu apprécié dans les mémoires, tout d’abord en raison de l’échec de ses politiques économiques qui ont généré un taux de chômage de 15 % en moyenne et une élévation sans précédent de la dette, mais aussi du fait de l’échec des négociations avec les FARC et du démantèlement de certaines politiques sociales qui avaient pris formes sous la présidence précédente. Les opérations militaires de contre-guérilla provoquent le déplacement forcé de plus d'un million de personnes en quatre ans. La production de cocaïne a augmenté de 47 % durant cette période.   
Il lance en 1999 avec le président américain Bill Clinton le plan Colombie qui vise à lutter contre les guérillas communistes, moyennant le versement par les États-Unis de 1,6 milliard de dollars sur trois ans à l’armée colombienne. Un amendement vient rapidement souligner la seconde fonction du plan : favoriser les investissements étrangers en « insist[ant] pour que le gouvernement colombien complète les réformes urgentes destinées à ouvrir complètement son économie à l’investissement et au commerce extérieur ».  
Lui-même est soupçonné par les États-Unis d'avoir eu des liens avec des narcos-trafiquants. L'ancien président colombien César Gaviria assure en 2013 qu'Andrés Pastrana a bénéficié de financement du Cartel de Cali pour sa campagne présidentielle de 1994.  
Ingrid Betancourt, qui avait fait campagne auprès de lui en 1998 avant de rompre avec son gouvernement en raison d'affaires de corruption, le décrit comme étant vaniteux et peu cultivé. 

### Après la présidence
En 2000, il est signataire du « Manifeste pour une culture de la paix et de la non-violence », sous l’égide des Nations unies et de l’UNESCO. Il est membre du comité d’honneur de la Fondation Chirac, lancée en 2008 par l’ancien chef de l’État français Jacques Chirac pour agir en faveur de la paix dans le monde. 
Il fait campagne en 2016 contre les accords de paix signés entre le gouvernement colombien et la guérilla en 2016.
Il est signataire de la charte de Madrid lancée en 2020 par le parti espagnol Vox afin de rassembler la droite radicale d'Espagne et d’Amérique latine contre le « narco-communisme, la gauche et le crime organisé ».
En octobre 2021, son nom est cité dans les Pandora Papers en tant que propriétaire d'une entreprise située au Panama, pays considéré comme un paradis fiscal, par le biais de laquelle il réalise des investissements en Colombie.